# Liste der Baudenkmäler in Langenzenn
Auf dieser Seite sind die Baudenkmäler in der mittelfränkischen Stadt Langenzenn zusammengestellt. Diese Tabelle ist eine Teilliste der Liste der Baudenkmäler in Bayern. Grundlage ist die Bayerische Denkmalliste, die auf Basis des Bayerischen Denkmalschutzgesetzes vom 1. Oktober 1973 erstmals erstellt wurde und seither durch das Bayerische Landesamt für Denkmalpflege geführt wird. Die folgenden Angaben ersetzen nicht die rechtsverbindliche Auskunft der Denkmalschutzbehörde.
 Diese Liste gibt den Fortschreibungsstand vom 27. August 2014 wieder und enthält 74 Baudenkmäler.

## Ensembles

### Ensemble Prinzregentenplatz, Friedrich-Ebert-Straße und Rosenstraße
Ensemble umfasst das Zentrum der Altstadt von Langenzenn um den Prinzregentenplatz (ehemals Marktplatz) und den östlich gelegenen Bereich entlang von Friedrich-Ebert-Straße (ehemals Unterer Markt) und Rosenstraße (ehemals Hintere Gasse).
Um den fränkischen Königshof Cenna entstand bereits vor 1000 eine Siedlung, deren Ausbau um 1200 im Bereich des westlich gelegenen Oberen Marktes (heute Hindenburgstraße) stattfand. Im späteren 13./14. Jahrhundert wurden ein neuer zentraler Marktplatz angelegt, der Ort nach Osten entlang des Unteren Marktes erweitert und ummauert. Der erstmals 1331 als Langenzenn bezeichnete Markt erhielt zwischen 1362 und 1369 Stadtrecht. Im Städtekrieg 1388 erlitt die Stadt schwere Schäden. Nach einem Brand 1720 wurde die Stadt mit begradigten Plätzen und Straßen in regelmäßigen Formen wiederaufgebaut. Die zweigeschossigen, traufständigen Sandsteinquaderbauten des 18./19. Jahrhunderts schaffen ein einheitliches Bild.
Der nach Nordosten abschüssige, annähernd rechtwinklig angelegte Prinzregentenplatz, in den jeweils an den Ecken Straßen einmünden, ist an drei Seiten geschlossenen umbaut. Nur auf der Westseite befinden sich zwei freistehende, leicht schräg angeordnete Walmdachbauten: Neben einem Gasthaus das 1723 neu errichtete Rathaus, dessen Vorgängerbau in der Mitte des Platzes vermutet wird. Dahinter dominiert die alte Pfarrkirche St. Maria, wohl anstelle der Königskirche beim Königshof auf dem Kirchenbuck entstanden und 1388 vergrößert wiederaufgebaut, den Platz. Zwischen 1409 und der Einführung der Reformation 1539 diente sie als Augustinerchorherrenstiftskirche. Der Konventsbau mit Kreuzgang besetzt die Stelle des ehemaligen fränkischen Königshofs. Südlich der Kirche, am Anfang der Hindenburgstraße, steht die ehemalige Friedhofskapelle, nach Verlegung des Friedhofs 1609 vor das Obere Tor als Schule mit Lehrerwohnung verwendet.
Vom Prinzregentenplatz zweigt im Nordosten die Friedrich-Ebert-Straße ab, die zum Unteren Tor (1884 abgetragen) führt. Sie ist Teil der erst seit 1793 über Langenzenn umgeleiteten Verbindungsstraße Frankfurt am Main-Nürnberg (heute B 8). An einer platzartigen Erweiterung steht das seit 1382 belegte Spital. Der Neubau von 1536/38, der einst von kleinen Hofstätten umgeben war, hat als einziges in diesem Bereich den Stadtbrand überdauert. Alle anderen Gebäude wurden nach 1720 zweigeschossig, traufständig, in geschlossenen Reihen neu errichtet. Die südliche Parallelstraße, die Rosenstraße, früher auch Hintere oder Judengasse genannt, weil sich hier das Judenviertel mit Synagoge befand, zeigt dieselbe gleichförmige Bebauung. Hinter den Anwesen entlang der Nordseite der Friedrich-Ebert-Straße und der Südseite der Rosenstraße sind Reste der Stadtbefestigung erhalten, die nach 1388 wiederhergestellt worden war und die Grenze des Ensembles im westlichen Abschnitt beschreibt. Aktennummer: E-5-73-120-2.

## Stadtbefestigung
Rings um die Stadt große Abschnitte von Mauerzügen des ehemaligen Berings aus Sandsteinquadermauerwerk der zweiten Hälfte des 14. Jahrhunderts erhalten. Aktennummer: D-5-73-120-1. (Nordabschnitt, Ostabschnitt, Südabschnitt) Bilder.
| Lage                                         | Objekt     | Beschreibung | Akten-Nr.              | Bild           |
| -------------------------------------------- | ---------- | --- | ---------------------- | -------------- |
| (Standort)                                   | Stadtmauer | Rings um die Stadt große Abschnitte von Mauerzügen des ehemaligen Berings erhalten, Sandsteinquadermauerwerk, zweite Hälfte 14. Jahrhundert            | D-5-73-120-1           | BW             |
| Obere Ringstraße (bei Nr. 14 1/2) (Standort) | Lindenturm | Rundturm im Zug der Stadtmauer, verputzter Sandsteinquaderbau mit Kegeldach, im Kern (Untergeschoss) wohl romanisch, weitgehend erneuert 1894 und 1954 | D-5-73-120-1 zugehörig | weitere Bilder |

## Baudenkmäler nach Gemeindeteilen

### Langenzenn
| Lage                                                  | Objekt                                                                                | Beschreibung | Akten-Nr.               | Bild                                |
| ----------------------------------------------------- | ------------------------------------------------------------------------------------- | --- | ----------------------- | ----------------------------------- |
| Alte Zennstraße 3 (Standort)                          | Wohnhaus                                                                              | Eingeschossiger verputzter Massivbau mit Satteldach und freiliegendem Fachwerkgiebel, 18. Jahrhundert | D-5-73-120-3            | Wohnhaus                            |
| Alte Zennstraße 4 (Standort)                          | Wohnhaus                                                                              | Zweigeschossiges Traufseithaus mit Satteldach, Putzbau mit östlichem Sichtfachwerkobergeschoss und -giebel, 17. Jahrhundert | D-5-73-120-4            | Wohnhaus                            |
| Alte Zennstraße 6 (Standort)                          | Wohnhaus                                                                              | Zweigeschossiger Sandsteinquaderbau mit Mansardwalmdach und Schleppgauben, Gurtgesims und Ecklisenen, bezeichnet „1800“ | D-5-73-120-5            | Wohnhaus                            |
| An der Reiherbeize (Standort)                         | Weißer Stein oder Markgrafenobelisk                                                   | Weiß gefasster Sandstein, bezeichnet „1723“ 2015 transloziert (ursprünglicher Standort war 80 m nordwestlich) | D-5-73-120-69           | Weißer Stein oder Markgrafenobelisk |
| Friedrich-Ebert-Straße 3 (Standort)                   | Wohn- und Geschäftshaus                                                               | Zweigeschossiges Traufseithaus mit Satteldach und Giebelgaube, verputzter Massivbau mit Gurtgesims und korbbogiger Toreinfahrt, Mitte 18. Jahrhundert, Erdgeschoss durch Ladeneinbau überformt                                                                                          | D-5-73-120-7            | weitere Bilder                      |
| Friedrich-Ebert-Straße 4, 6 (Standort)                | Ausleger des ehemaligen Gasthofs Roter Ochse                                          | Eisen, zum Teil farbig gefasst, erste Hälfte 19. Jahrhundert | D-5-73-120-8            | weitere Bilder                      |
| Friedrich-Ebert-Straße 5 (Standort)                   | Wohn- und Geschäftshaus                                                               | Zweigeschossiges Eckhaus mit Walmdach und Walmdachgauben, verputzter Massivbau mit Werksteingliederung, bezeichnet „1721“, Erdgeschossfassade zum Teil verändert | D-5-73-120-9            | weitere Bilder                      |
| Friedrich-Ebert-Straße 7, 7 c (Standort)              | Spital, Toreinfahrt                                                                   | Korbbogiges Hoftor, Fußgängerpforte und anschließende Hofmauer, Sandsteinquadermauerwerk, spätes 17. Jahrhundert | D-5-73-120-10           | weitere Bilder                      |
| Friedrich-Ebert-Straße 7 a, 7 b (Standort)            | Spital, ehemalige Nebenscheune                                                        | Eingeschossiger Sandsteinquaderbau mit Halbwalmdach, Ende 18. Jahrhundert, Schleppgauben modern | D-5-73-120-10           | weitere Bilder                      |
| Friedrich-Ebert-Straße 7 b (Standort)                 | Spital, ehemalige Hopfensiegelscheune                                                 | Zweigeschossiger Satteldachbau mit einseitigem Halbwalm, Erdgeschoss Sandsteinmauerwerk, Obergeschoss und Giebel Fachwerk, nordseitig verputzt, 16. Jahrhundert, Tor bezeichnet „1815“                                                                                                  | D-5-73-120-10           | weitere Bilder                      |
| Friedrich-Ebert-Straße 7 c (Standort)                 | Spital, Hauptbau                                                                      | Langgestreckter zweigeschossiger Satteldachbau mit Schleppgauben, Erdgeschoss Sandsteinquadermauerwerk, Obergeschoss und Giebel verputzt, rückseitig Fachwerkobergeschoss, 1536–38 | D-5-73-120-10           | weitere Bilder                      |
| Friedrich-Ebert-Straße 7 c (Standort)                 | Spital, Krankenhausflügel                                                             | Langgestreckter zweigeschossiger Satteldachbau, Sandsteinstraßenfassade, rückseitig teilweise Fachwerk, teilweise verputzt, zweite Hälfte 19. Jahrhundert, Schleppgauben modern | D-5-73-120-10           | weitere Bilder                      |
| Friedrich-Ebert-Straße 9 (Standort)                   | Wohnhaus                                                                              | Zweigeschossiger Sandsteinquaderbau mit Walmdach und Ecklisenen, seitlich Bruchsteinmauerwerk, Mitte 18. Jahrhundert | D-5-73-120-11           | weitere Bilder                      |
| Friedrich-Ebert-Straße 11 (Standort)                  | Wohn- und Geschäftshaus                                                               | Zweigeschossiges Traufseithaus mit Satteldach, Sandsteinquaderbau, Mitte 18. Jahrhundert, Erdgeschoss durch Ladeneinbau verändert, Schleppgauben modern | D-5-73-120-12           | weitere Bilder                      |
| Friedrich-Ebert-Straße 13 (Standort)                  | Wohn- und Geschäftshaus                                                               | Zweigeschossiges Eckhaus mit Walmdach, Sandsteinquaderbau, seitlich verputzt, Mitte 18. Jahrhundert, Erdgeschoss durch Ladeneinbau verändert | D-5-73-120-13           | weitere Bilder                      |
| Friedrich-Ebert-Straße 14 (Standort)                  | Wohnhaus                                                                              | Zweigeschossiges Traufseithaus mit Satteldach und Schleppgauben, verputzter Massivbau mit Sandsteinlisenen, im Kern 18. Jahrhundert, Metzgerhauszeichen bezeichnet „1721“, ehemals Sandsteinfassade mit Gliederung durch Verputz reduziert                                              | D-5-73-120-14           | weitere Bilder                      |
| Friedrich-Ebert-Straße 18 (Standort)                  | Wohn- und Geschäftshaus                                                               | Zweigeschossiges dreiflügeliges Eckhaus mit Walmdach und Schleppgauben, Sandsteinstraßenfassade, im Übrigen verputzt mit Werksteingliederung, Mitte 18. Jahrhundert, Erdgeschossfassade durch Ladeneinbau überformt                                                                     | D-5-73-120-15           | weitere Bilder                      |
| Friedrich-Ebert-Straße 19, 21 (Standort)              | Wohnhaus                                                                              | Langgestrecktes Traufseithaus mit Satteldach, Sandsteinstraßenfassade, im Übrigen verputzt, rückseitig angebautes Treppenhaus mit Walmdach, Mitte 18. Jahrhundert | D-5-73-120-16           | weitere Bilder                      |
| Friedrich-Ebert-Straße 20 (Standort)                  | Wohn- und Geschäftshaus                                                               | Zweigeschossiges Eckhaus mit Walmdach und Schleppgauben, Sandsteinquaderbau, Mitte 18. Jahrhundert, Erdgeschossfassade durch Ladeneinbau überformt | D-5-73-120-17           | weitere Bilder                      |
| Hindenburgstraße (bei Nr. 13) (Standort)              | Sogenannter Schwedentisch                                                             | Barocker Sandsteintisch mit Sandsteinbank, barock, wohl 17. Jahrhundert | D-5-73-120-22           | Sogenannter Schwedentisch           |
| Hindenburgstraße 4 (Standort)                         | Ehemalige Kapelle des einstigen Friedhofs der Stifts- bzw. Pfarrkirche                | Zweigeschossiger Walmdachbau über unregelmäßigem Grundriss, Erdgeschoss Sandsteinquadermauerwerk, 15. Jahrhundert, Umbau zu Schul- und Wohnhaus sowie auskragendes Fachwerk-Obergeschoss nach 1600                                                                                      | D-5-73-120-19           | weitere Bilder                      |
| Hindenburgstraße 5 a, 5 b (Standort)                  | Wohnhaus                                                                              | Zweigeschossiges Traufseithaus mit Satteldach, Sandsteinquaderbau mit Gurtgesims, im Kern wohl 18. Jahrhundert, bezeichnet „1835“ | D-5-73-120-20           | weitere Bilder                      |
| Hindenburgstraße 9 (Standort)                         | Wohnhaus                                                                              | Zweigeschossiges Giebelhaus mit Satteldach, Sandsteinquaderbau mit Gurtgesims und Ecklisenen, verputztes Giebelfeld mit Fensterveränderungen, Mitte 18. Jahrhundert | D-5-73-120-21           | weitere Bilder                      |
| Hindenburgstraße 13 (Standort)                        | Gasthaus                                                                              | Zweigeschossiger Walmdachbau, barocker Sandsteinquaderbau mit Gurtgesims und Ecklisenen, bezeichnet „1750“ | D-5-73-120-22           | weitere Bilder                      |
| Hindenburgstraße 16 (Standort)                        | Wohn- und Geschäftshaus                                                               | Zweigeschossiges Traufseithaus mit Satteldach und Schleppgauben, Sandsteinstraßenfassade, Giebelfassade verputzt, 18. Jahrhundert, Erdgeschossfassade durch Ladeneinbau verändert | D-5-73-120-23           | BW                                  |
| Hindenburgstraße 18 (Standort)                        | Wohnhaus                                                                              | Zweigeschossiges Traufseithaus mit Fachwerk-Aufzugserker mit weit vorkragendem Walmdach, Sandsteinquaderbau mit Ecklisenen, bezeichnet „1770“ | D-5-73-120-25           | BW                                  |
| Hindenburgstraße 24 a, 24 b (Standort)                | Wohnhaus                                                                              | Zweigeschossiges Eckhaus mit Walmdach, Sandsteinquaderbau mit Ecklisenen, rückseitig Fachwerkobergeschoss, Mitte 18. Jahrhundert, Erdgeschossfassade durch Ladeneinbau verändert, Schleppgaube modern                                                                                   | D-5-73-120-27           | BW                                  |
| Hindenburgstraße 28 (Standort)                        | Wohnhaus                                                                              | Zweigeschossiges Giebelhaus mit Satteldach, Erdgeschoss Sandsteinquadermauerwerk, Obergeschoss und Giebel Sichtfachwerk, westseitig vorkragende barocke Holzlaube, spätes 17./frühes 18. Jahrhundert                                                                                    | D-5-73-120-28           | weitere Bilder                      |
| Hindenburgstraße 33 (Standort)                        | Wohnhaus                                                                              | Zweigeschossiges Traufseithaus mit Satteldach, Putzbau mit östlichem Fachwerkobergeschoss und -giebel, 18. Jahrhundert | D-5-73-120-29           | weitere Bilder                      |
| Hindenburgstraße 46 (Standort)                        | Ehemalige Bühlersche Seidenbandfabrik                                                 | Zweigeschossiger zweiflügeliger Sandsteinquaderbau mit Mansardwalmdach und Schleppgauben, Ecklisenen und Gurtgesims, 1795 | D-5-73-120-32           | weitere Bilder                      |
| Hindenburgstraße 55 (Standort)                        | Wohnhaus                                                                              | Zweigeschossiges Traufseithaus mit Satteldach, Sandsteinquaderbau mit Gurtgesimsen, bezeichnet „1853“ | D-5-73-120-33           | weitere Bilder                      |
| Klosterstraße 5 (Standort)                            | Wohnhaus                                                                              | Eingeschossiger Fachwerkbau mit Satteldach, südliche Erdgeschossfassade Sandsteinquadermauerwerk, 18./19. Jahrhundert, Schleppgauben modern | D-5-73-120-35           | Wohnhaus                            |
| Martin-Luther-Platz (Standort)                        | Klostermauer                                                                          | Reste, unregelmäßiges Sandsteinmauerwerk, spätmittelalterlich | D-5-73-120-40           | BW                                  |
| Milchgasse 2 (Standort)                               | Kleinhaus                                                                             | Eingeschossiger, verputzter Sandsteinbau mit Satteldach, zweite Hälfte 19. Jahrhundert, in die Stadtmauer integriert | D-5-73-120-111          | BW                                  |
| Nürnberger Straße (Standort)                          | Bahnhof Langenzenn, Bahnhofsgebäude                                                   | zweigeschossiger Ziegelsteinbau mit flachem Walmdach und Gesimsgliederung, 1871–72, Erweiterung 1882 | D-5-73-120-115          | Bahnhof Langenzenn, Bahnhofsgebäude |
| Nürnberger Straße 29 (Standort)                       | Ehemaliges Eisenbahnerwohnhaus                                                        | zweigeschossiger, freisichtiger Ziegelsteinbau mit Satteldach, Walmdachgauben und Hausteingliederung, straßenseitig Zwerchhaus mit Satteldach, um 1880; Lagerschuppen, eingeschossiger Ziegelsteinbau mit Satteldach, zum Teil verbrettert, gleichzeitig                                | D-5-73-120-113          | BW                                  |
| Prinzregentenplatz 1 (Standort)                       | Rathaus                                                                               | Zweigeschossiger Walmdachbau mit Dachreiter, Sandsteinquaderbau mit Gurtgesims und Lisenengliederung, 1727 von Johann David Steingruber | D-5-73-120-39           | weitere Bilder                      |
| Prinzregentenplatz 2 (Standort)                       | Ehemalige Augustiner-Chorherrenstift                                                  | Vierflügelanlage mit Kreuzgang um Innenhof, zweigeschossiger Sandsteinquaderbau mit Satteldächern, zum Teil verputzt, Nordflügel nach 1409, übrige Flügel nach Zerstörung wiederaufgebaut 1467/68                                                                                       | D-5-73-120-40           | weitere Bilder                      |
| Prinzregentenplatz 3 (Standort)                       | Evangelisch-lutherische Pfarrkirche, ehemalige Kirche des Augustiner-Chorherrenstifts | Dreischiffig basilikales Langhaus mit eingezogenem Chor und Chorseitenkapellen, Sandsteinquaderbau mit Satteldach, Turm nach 1388, Langhaus und Chor Anfang–Mitte 15. Jahrhundert, Turmkranzgeschoss mit Glockendach um 1773, Umbauten letztes Viertel 19. Jahrhundert; mit Ausstattung | D-5-73-120-40           | weitere Bilder                      |
| Prinzregentenplatz 4 (Standort)                       | Gasthaus                                                                              | Zweigeschossiger verputzter Walmdachbau mit Walmdachgauben, Gurtgesims und Ecklisenen, erste Hälfte 18. Jahrhundert | D-5-73-120-41           | weitere Bilder                      |
| Prinzregentenplatz 5 (Standort)                       | Wohnhaus                                                                              | Zweigeschossiges verputztes Traufseithaus mit Satteldach, Gurtgesims und Spätbarockportal, 18. Jahrhundert | D-5-73-120-42           | weitere Bilder                      |
| Prinzregentenplatz 7 (Standort)                       | Ehemalige Brauerei, jetzt Wohn- und Geschäftshaus                                     | Zweigeschossiger Sandsteinquaderbau mit Satteldach, Ecklisenen und Gurtgesims, mit schmiedeeisernem Ausleger, Anfang 18. Jahrhundert | D-5-73-120-43           | weitere Bilder                      |
| Prinzregentenplatz 8 (Standort)                       | Wohn- und Geschäftshaus                                                               | Zweigeschossiger Mansardwalmdachbau mit Schleppgauben, verputzter Sandsteinquaderbau mit dorischen Pilastern, Gurt- und Sockelgesims, barock, bezeichnet „1716“ | D-5-73-120-44           | weitere Bilder                      |
| Prinzregentenplatz 9, 10, Rosenstraße 1, 3 (Standort) | Hofanlage, Wohnhaus                                                                   | Dreiteiliges Reiheneckhaus, zweigeschossiger Sandsteinquaderbau mit Mansardwalmdach und Schlepp- und Fledermausgauben, hofseitig Aufzugsgaube und Holzgalerie, bezeichnet „1856“, nach Brand 1925 wiederaufgebaut                                                                       | D-5-73-120-45           | Hofanlage, Wohnhaus                 |
| Prinzregentenplatz 9, 10 (Standort)                   | Hofanlage, Wohn- und Wirtschaftsgebäude                                               | Zweigeschossiger Sandsteinquaderbau mit Walmdach und Fledermausgauben, hofseitig Schleppgauben und Holzgalerie, Mitte 19. Jahrhundert | D-5-73-120-45           | weitere Bilder                      |
| Prinzregentenplatz 13 (Standort)                      | Handwerkerhaus                                                                        | Zweigeschossiges Traufseithaus mit Satteldach, Putzbau mit Gurtgesims und Korbbogenportal mit Schlussstein, 18. Jahrhundert | D-5-73-120-46           | weitere Bilder                      |
| Prinzregentenplatz 15 (Standort)                      | Wohnhaus                                                                              | Zweigeschossiger Sandsteinquaderbau mit Walmdach über unregelmäßigem Grundriss, Mitte 18. Jahrhundert | D-5-73-120-47           | weitere Bilder                      |
| Rosenstraße 1 (Standort)                              | Hofanlage, Wohn- und Geschäftshaus                                                    | Eckhaus, zweigeschossiger Sandsteinquaderbau mit Walmdach und Schleppgauben, Mitte 19. Jahrhundert, Erdgeschossfassade durch Ladeneinbau verändert | D-5-73-120-45           | weitere Bilder                      |
| Rosenstraße 2 (Standort)                              | Wohnhaus                                                                              | Zweigeschossiges Traufseithaus mit Satteldach, Sandsteinquaderbau, bezeichnet „1770“ | D-5-73-120-50           | weitere Bilder                      |
| Rosenstraße 3 (Standort)                              | Hofanlage                                                                             | Zwei Hofeinfahrten, Stichbogentore aus Sandsteinquadermauerwerk, Mitte 19. Jahrhundert | D-5-73-120-45           | weitere Bilder                      |
| Rosenstraße 4 (Standort)                              | Ehemaliges Gasthaus, jetzt Wohnhaus                                                   | Zweigeschossiges Traufseithaus mit Satteldach, Sandsteinstraßenfassade, rückseitig verputzt mit Holzlaube, bezeichnet „1857“, Schleppgauben modern | D-5-73-120-51           | weitere Bilder                      |
| Rosenstraße 6 (Standort)                              | Wohnhaus                                                                              | Zweigeschossiges Traufseithaus mit Satteldach, Sandsteinstraßenfassade, rückseitig verputzt mit Holzlaube, Tür bezeichnet „1785“, Erdgeschossfassade durch Ladeneinbau verändert, Schleppgauben modern                                                                                  | D-5-73-120-52           | weitere Bilder                      |
| Rosenstraße 8 (Standort)                              | Wohnhaus, ehemalige jüdische Schule                                                   | Zweigeschossiges Traufseithaus mit Satteldach, verputzter Massivbau, rückseitig Fachwerk-Zwerchhaus mit Satteldach, 18. Jahrhundert, Schleppgauben modern | D-5-73-120-53           | Wohnhaus, ehemalige jüdische Schule |
| Rosenstraße 10 (Standort)                             | Wohnhaus                                                                              | Zweigeschossiges Traufseithaus mit Satteldach und Schleppgauben, straßenseitig verputzt, rückseitig freiliegendes Fachwerk, 18. Jahrhundert | D-5-73-120-54           | weitere Bilder                      |
| Rosenstraße 11 a, 11 b (Standort)                     | Wohnhaus                                                                              | Zweigeschossiges, traufständiges Doppelhaus mit Satteldach, verputzter Fachwerkbau mit rückseitiger Altane, frühes 18. Jahrhundert | D-5-73-120-94           | Wohnhaus                            |
| Rosenstraße 11 a, 11 b (Standort)                     | Stall                                                                                 | Zweigeschossiger Backsteinbau mit Satteldach, bezeichnet „1855“ | D-5-73-120-94           | BW                                  |
| Rosenstraße 20 (Standort)                             | Wohnhaus                                                                              | Zweigeschossiger breit gelagerter Walmdachbau, Putzbau mit Gurtgesims und Lisenengliederung, ehemaliges Tor mit Schlussstein-Maske, Mitte 18. Jahrhundert, Schleppgauben modern | D-5-73-120-56           | Wohnhaus                            |
| Sanktustorstraße (bei Nr. 7 d) (Standort)             | Ehemalige Neumühle, Wirtschaftsgebäude                                                | Zweigeschossiger verputzter Sandsteinquaderbau mit steilem Satteldach, 18. Jahrhundert | D-5-73-120-60           | weitere Bilder                      |
| Sanktustorstraße (bei Nr. 7 d) (Standort)             | Ehemalige Neumühle, angebautes Wirtschaftsgebäude                                     | Eingeschossiger Sandsteinquaderbau mit Satteldach, bezeichnet „1856“, zum Teil durch Garageneinbau verändert | D-5-73-120-60           | weitere Bilder                      |
| Sanktustorstraße 5 (Standort)                         | Kopfrelief, ehemaliger Keilstein des 1890 abgerissenen Sanktustores                   | Sandstein, spätmittelalterlich | D-5-73-120-59           | weitere Bilder                      |
| Sanktustorstraße 7 d (Standort)                       | Ehemalige Neumühle, Wohn- und Mühlengebäude                                           | Zweigeschossiger Sandsteinquaderbau mit Walmdach, Walmdachgauben und großem mittleren Fachwerk-Aufzugserker, Mitte 18. Jahrhundert | D-5-73-120-60           | weitere Bilder                      |
| Schreiberstorberg 2 (Standort)                        | Türsturz mit Bäcker-Hauszeichen                                                       | Sandstein, bezeichnet „1778“ | D-5-73-120-62           | BW                                  |
| Schreiberstorberg 6 (Standort)                        | Ehemaliges Stadtschreiberhaus                                                         | Zweigeschossiger Sandsteinquaderbau mit Walmdach, rückseitig Fachwerkobergeschoss und Holzlaube, wohl frühes 18. Jahrhundert | D-5-73-120-63           | weitere Bilder                      |
| Schwabenberg 2 (Standort)                             | Wohnhaus                                                                              | Zweigeschossiger Satteldachbau, Erdgeschoss massiv verputzt bzw. verkleidet, Giebel und Obergeschoss Sichtfachwerk, wohl Ende 17. Jahrhundert, Erdgeschossfassade durch Ladeneinbau verändert                                                                                           | D-5-73-120-64           | weitere Bilder                      |
| Untere Ringstraße 2 (Standort)                        | Wohnhaus                                                                              | Zweigeschossiger Walmdachbau mit Schleppgauben, verputzter Massivbau mit Gurtgesims und Ecklisenen im Kern erste Hälfte 18. Jahrhundert, 1860 erweitert, Anfang 20. umgestaltet | D-5-73-120-65           | weitere Bilder                      |
| Untere Ringstraße 2 (Standort)                        | Nebengebäude                                                                          | Eingeschossiger Sandsteinquaderbau mit Walmdach, Aufzugserker und Fledermausgauben, wohl 18. Jahrhundert | D-5-73-120-65 zugehörig | BW                                  |
| Würzburger Straße (Standort)                          | Zwei Sandsteinkreuze                                                                  | 15. und 16. Jahrhundert | D-5-73-120-68           | BW                                  |
| Würzburger Straße 3 (Standort)                        | Evangelisch-lutherische Friedhofskirche                                               | Längsrechteckige Saalkirche, Sandsteinquaderbau mit Satteldach und hölzernem Dachreiter mit Haubendach, Weihe 1621, 1907/08 zum Teil erneuert; mit Ausstattung | D-5-73-120-66           | weitere Bilder                      |
| Würzburger Straße (Standort)                          | Friedhofsmauer                                                                        | Sandsteinquadermauerwerk mit gegiebelten Ecksteinen, östlicher Abschnitt mit stichbogigen Blendarkaden und barockem Portal an der Nordostecke, nach 1608, westliche Erweiterung 1947 | D-5-73-120-66           | weitere Bilder                      |
| Würzburger Straße 3 (Standort)                        | Kriegerdenkmal für die Gefallenen 1870/71                                             | Neugotischer Sandsteinsockel mit gusseiserner vergoldeter Viktoria, nach 1871 | D-5-73-120-66           | BW                                  |
| Würzburger Straße 5 (Standort)                        | Wohnhaus                                                                              | Zweigeschossiger Sichtfachwerkbau mit Satteldach und Aufzugswalm, Westtraufseite verputzt, rückseitig erneuerte Holzlaube, Ende 17. Jahrhundert | D-5-73-120-67           | BW                                  |

### Gauchsmühle
| Lage                     | Objekt                                         | Beschreibung                                                                                     | Akten-Nr.     | Bild |
| ------------------------ | ---------------------------------------------- | ------------------------------------------------------------------------------------------------ | ------------- | ---- |
| Gauchsmühle 1 (Standort) | Ehemalige Gauchsmühle, Wohn- und Mühlengebäude | Zweigeschossiger Putzbau mit Satteldach und breiten Fledermausgauben, 18. Jahrhundert            | D-5-73-120-70 | BW   |
| Gauchsmühle 1 (Standort) | Ehemalige Gauchsmühle, Scheune                 | Eingeschossiger verputzter Sandsteinquaderbau mit Satteldach und Fachwerkgiebel, 18. Jahrhundert | D-5-73-120-70 | BW   |

### Hagenmühle
| Lage                       | Objekt          | Beschreibung | Akten-Nr.     | Bild |
| -------------------------- | --------------- | --- | ------------- | ---- |
| Hagenmühlweg 22 (Standort) | Ehemalige Mühle | Zweigeschossiger Sandsteinquaderbau mit Walmdach und Aufzugserker, nördliches Obergeschoss verputzt, östliches Obergeschoss freiliegendes Fachwerk, mit Ecklisenen und geohrten Fensterfaschen, Portal bezeichnet „1753“ | D-5-73-120-71 | BW   |

### Hammerschmiede
| Lage                          | Objekt                                | Beschreibung | Akten-Nr.     | Bild                                  |
| ----------------------------- | ------------------------------------- | --- | ------------- | ------------------------------------- |
| Hammerschmiede 7 a (Standort) | Ehemalige Hammerschmiede, Wohnhaus    | Zweigeschossiger Sandsteinquaderbau mit steilem Walmdach, Obergeschoss teilweise Fachwerk, bezeichnet „1723“                                                                            | D-5-73-120-72 | Ehemalige Hammerschmiede, Wohnhaus    |
| Hammerschmiede 7 a (Standort) | Ehemalige Hammerschmiede, Anbau       | Zweiflügeliger eingeschossiger Sandsteinquaderbau mit Satteldächern, bezeichnet „1863“, mit wasserbetriebenem Hammerschmiedewerk des 19. Jahrhunderts (Antriebswelle bezeichnet „1854“) | D-5-73-120-72 | Ehemalige Hammerschmiede, Anbau       |
| Hammerschmiede 7 a (Standort) | Ehemalige Hammerschmiede, Scheunenbau | Eingeschossiger Sandsteinquaderbau mit Satteldach, teilweise verputzt, hofseitig Fachwerkobergeschoss, bezeichnet „1834“                                                                | D-5-73-120-72 | Ehemalige Hammerschmiede, Scheunenbau |

### Heinersdorf
| Lage                                    | Objekt                                     | Beschreibung | Akten-Nr.     | Bild                                   |
| --------------------------------------- | ------------------------------------------ | --- | ------------- | -------------------------------------- |
| Äußere Windsheimer Straße 50 (Standort) | Ehemalige Heinersdorfer Mühle, Scheune     | eingeschossiger Sandsteinquaderbau mit Satteldach, Westfassade verputzt, Ostgiebel Sichtfachwerk, bezeichnet mit „1798“ | D-5-73-120-75 | Ehemalige Heinersdorfer Mühle, Scheune |
| Äußere Windsheimer Straße 50 (Standort) | Ehemalige Heinersdorfer Mühle, Stall       | zweiflügeliger eingeschossiger Sandsteinquaderbau mit Satteldach, bezeichnet mit „1752“                                 | D-5-73-120-75 | Ehemalige Heinersdorfer Mühle, Stall   |
| Äußere Windsheimer Straße 50 (Standort) | Ehemalige Heinersdorfer Mühle, Hofeinfahrt | mit barocken Sandsteinpfeilern mit Kugelaufsatz, 18. Jahrhundert                                                        | D-5-73-120-75 | weitere Bilder                         |

### Keidenzell
| Lage                         | Objekt               | Beschreibung | Akten-Nr.     | Bild                 |
| ---------------------------- | -------------------- | --- | ------------- | -------------------- |
| Farrnbachstraße 5 (Standort) | Wohnstallhaus        | Eingeschossiger Sandsteinquaderbau mit Satteldach, westseitig verputzt, zweite Hälfte 18. Jahrhundert, moderne Fassadenveränderungen und Giebelgauben                    | D-5-73-120-76 | BW                   |
| Fürther Straße 13 (Standort) | Ehemaliges Forsthaus | Zweigeschossiger Satteldachbau, Erdgeschoss Sandsteinquadermauerwerk, Obergeschoss und Giebel reiches Sichtfachwerk, 1800                                                | D-5-73-120-77 | Ehemaliges Forsthaus |
| Fürther Straße 19 (Standort) | Schul- und Bethaus   | Zweigeschossiger Sandsteinquaderbau mit Satteldach und eingezogenem Chor, 1863, Betsaalerweiterung und neuromanischer Chorwinkelturm mit Spitzhelm 1878; mit Ausstattung | D-5-73-120-78 | BW                   |

### Kirchfembach
| Lage                                | Objekt                                        | Beschreibung | Akten-Nr.     | Bild           |
| ----------------------------------- | --------------------------------------------- | --- | ------------- | -------------- |
| Höllenberg 1 (Standort)             | Evangelisch-lutherische Filialkirche St. Veit | Chorturmkirche, Sandsteinquaderbau mit Satteldach und jüngeren Giebelgauben, Turm mit Walmdach, im Kern romanisch, Barockisierung 1725  | D-5-73-120-79 | weitere Bilder |
| Höllenberg 1 (Standort)             | Kirchhofmauer                                 | Sandsteinquadermauer aus Werk- und Hausteinen, teilweise (besonders im Norden) spätmittelalterlich                                      | D-5-73-120-79 | BW             |
| Kirchfembacher Straße 18 (Standort) | Ehemaliges Forsthaus                          | Zweigeschossiger Sandsteinquaderbau mit Walmdach und Schleppgauben, zum Teil verputzt, mit Gurtgesims und Ecklisenen, bezeichnet „1786“ | D-5-73-120-80 | BW             |

### Laubendorf
| Lage                                | Objekt                                        | Beschreibung | Akten-Nr.     | Bild            |
| ----------------------------------- | --------------------------------------------- | --- | ------------- | --------------- |
| Dürrnbucher Straße 2 (Standort)     | Scheune                                       | Eingeschossiger Satteldachbau, straßenseitig Sichtfachwerkgiebelwand, traufseitig verputzt, 18. Jahrhundert | D-5-73-120-81 | BW              |
| Dürrnbucher Straße 4 (Standort)     | Wohnstallhaus                                 | Eingeschossiger Fachwerk- und Bruchsteinmauerwerksbau mit Satteldach, zum Teil verputzt, Giebelfelder Sichtfachwerk, 1735/36 (dendrochronologisch datiert)                                                                        | D-5-73-120-82 | BW              |
| Pfarrweg 3 (Standort)               | Neues Pfarrhaus                               | Zweigeschossiger historisierender Putzbau mit Fachwerkzwerchhäusern, Schopfwalmen und Werksteingliederung, Anfang 20. Jahrhundert                                                                                                 | D-5-73-120-83 | Neues Pfarrhaus |
| Pfarrweg 3 (Standort)               | Nebengebäude                                  | Eingeschossiger Putzbau mit Krüppelwalmdach und Werksteingliederung, Anfang 20. Jahrhundert | D-5-73-120-83 | BW              |
| Pfarrweg 3 (Standort)               | Einfriedung                                   | Verputzte Massivmauer mit Ziegeldeckung und abgetrepptem Portal, Anfang 20. Jahrhundert | D-5-73-120-83 | BW              |
| Pfarrweg 10 (Standort)              | Ehemaliges Pfarrhaus                          | Zweigeschossiger giebelständiger Satteldachbau, verputztes Fachwerk, Portal bezeichnet „1724“ | D-5-73-120-84 | BW              |
| Pfarrweg 10 (Standort)              | Scheune                                       | Eingeschossiger Fachwerkbau mit Halbwalmdach, 17./18. Jahrhundert | D-5-73-120-84 | BW              |
| Pfarrweg 12 (Standort)              | Evangelisch-lutherische Pfarrkirche St. Georg | Chorturmkirche, Sandsteinquaderbau mit Satteldach, Turm mit Spitzhelm, Langhaus und Teile des Turms um 1400, Portal bezeichnet „1488“, Chor und Turmausbau 15. Jahrhundert, Erneuerung Turmkranzgeschoss um 1668; mit Ausstattung | D-5-73-120-85 | weitere Bilder  |
| Wilhermsdorfer Straße 8 (Standort)  | Ehemaliges Bauernhaus                         | Zweigeschossiger Satteldachbau, Erdgeschoss und Giebelfassaden verputzt, Obergeschoss traufseitig freiliegendes Fachwerk, bezeichnet „1800“                                                                                       | D-5-73-120-86 | BW              |
| Wilhermsdorfer Straße 16 (Standort) | Nebengebäude einer Bauernhofanlage            | Eingeschossiger verputzter Massivbau mit Satteldach, Aufzugschleppgaube und Fachwerkgiebeln, 18. Jahrhundert | D-5-73-120-87 | BW              |

### Lohe
| Lage                                   | Objekt   | Beschreibung | Akten-Nr.     | Bild     |
| -------------------------------------- | -------- | --- | ------------- | -------- |
| Äußere Windsheimer Straße 5 (Standort) | Wohnhaus | Zweigeschossiger Satteldachbau, klassizistischer Sandsteingiebel mit Gesimsgliederung und Giebelbekrönung, bezeichnet „1843“ | D-5-73-120-88 | Wohnhaus |

### Wasenmühle
| Lage                    | Objekt                              | Beschreibung | Akten-Nr.               | Bild           |
| ----------------------- | ----------------------------------- | --- | ----------------------- | -------------- |
| Wasenmühle 1 (Standort) | Wasenmühle, Wohn- und Mühlengebäude | Zweiflügeliger zweigeschossiger Sandsteinquaderbau mit Walm- bzw. Satteldach, Gurtgesims und Ecklisenen, zum Teil verputzt, bezeichnet 1735, jüngerer Mühlen-Dachaufbau | D-5-73-120-89           | weitere Bilder |
| Wasenmühle 1 (Standort) | Wasenmühle, Abstellgebäude          | Zweigeschossiger Putzbau mit Mansarddach, bezeichnet „1823“ | D-5-73-120-89 zugehörig | BW             |
| Wasenmühle 1 (Standort) | Wasenmühle, Stallgebäude            | Langgestreckter eingeschossiger Putzbau mit Satteldach, Stichbogentüren und querovalen Fenstern, Mitte 18. Jahrhundert, jüngere Dachaufbauten                           | D-5-73-120-89 zugehörig | BW             |
| Zenn (Standort)         | Brücke über die Zenn                | Einjochige Rundbogenbrücke aus Sandsteinquadermauerwerk, noch 18. Jahrhundert, Brüstung erneuert                                                                        | D-5-73-120-90           | BW             |

## Abgegangene Baudenkmäler
In diesem Abschnitt sind Objekte aufgeführt, die früher einmal in der Denkmalliste eingetragen waren, jetzt aber nicht mehr existieren, z. B. weil sie abgebrochen wurden. Aktennummern in diesem Abschnitt sind ehemalige, jetzt nicht mehr gültige Aktennummern.

| Lage                                      | Objekt   | Beschreibung                                          | Akten-Nr.     | Bild |
| ----------------------------------------- | -------- | ----------------------------------------------------- | ------------- | ---- |
| Langenzenn Hindenburgstraße 35 (Standort) | Wohnhaus | Zweigeschossiges Traufseithaus, Mitte 18. Jahrhundert | D-5-73-120-30 | BW   |